# نوار آبیاری قطره‌ای

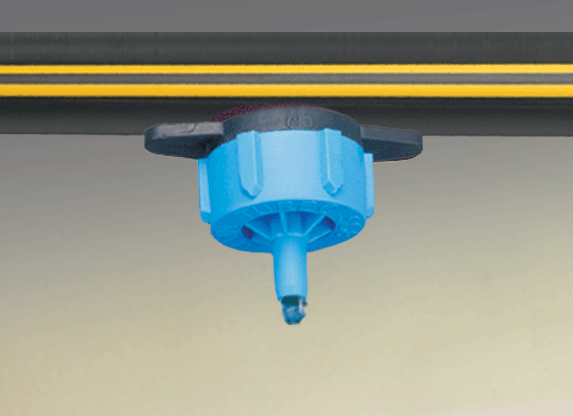
قطره چکان متصل به نوار

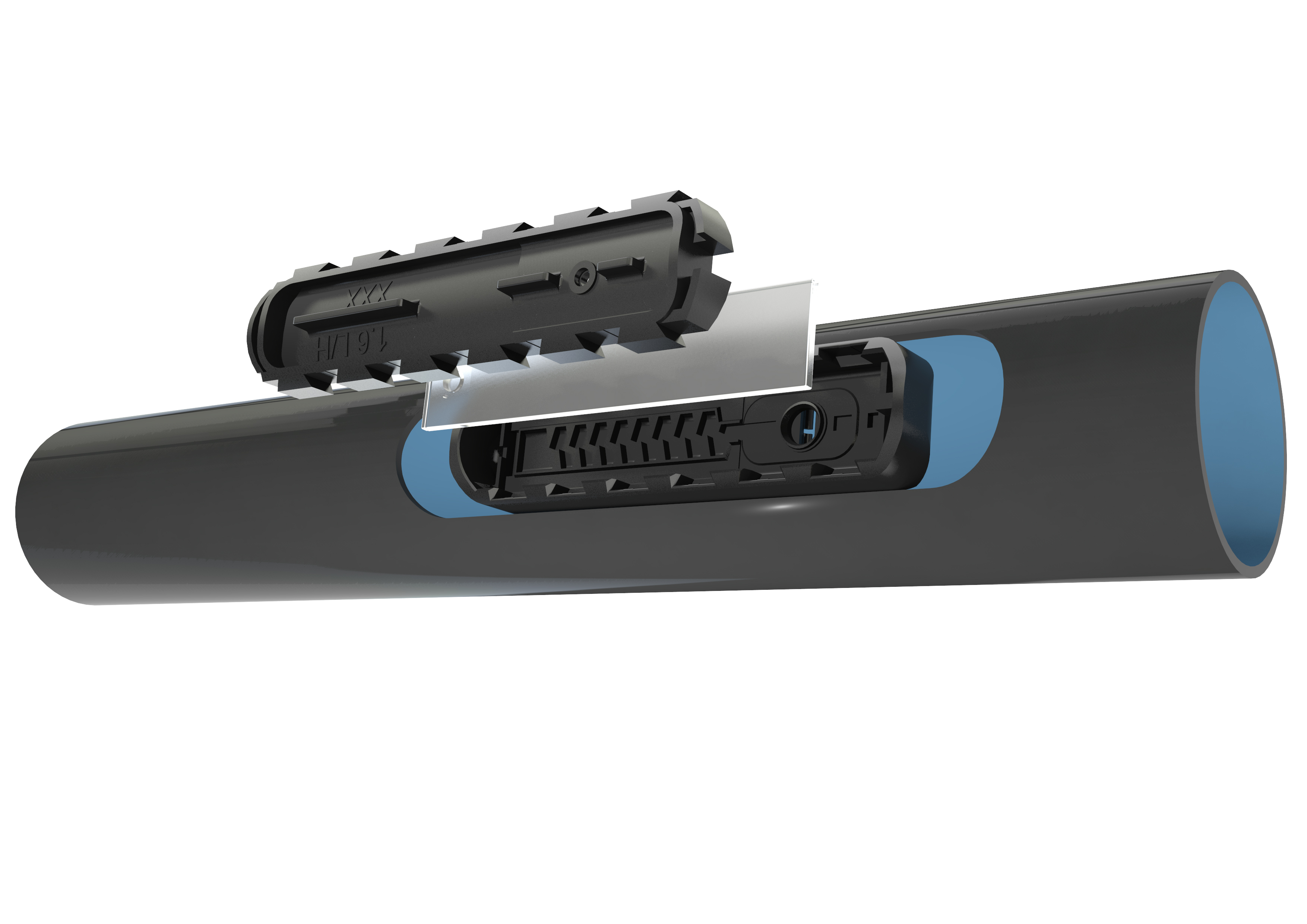
قطره چکان فشاری

تیپ یا نوار آبیاری قطره‌ای (به انگلیسی: Drip tape) نواری با دیواره نازک است که برای آبیاری قطره‌ای استفاده می‌شود.
نمونه‌های نوار یا تیپ قطره‌ای در دهه شصت میلادی در آمریکا ساخته شد.
نوارها قطره‌ای از جنس پلی اتیلین ساخته شده و در درازای چندین متری به صورت خوابیده و حلقه شده به فروش می‌رسند. نوارهای ضخیم‌تر معمولاً برای آبیاری قطره‌ای در زیر سطح خاک استفاده شده و جنبه دائمی تری دارند.
آبیاری به شیوه نوار آبیاری قظره ای سیستمی کم فشار برای انتقال آب است.

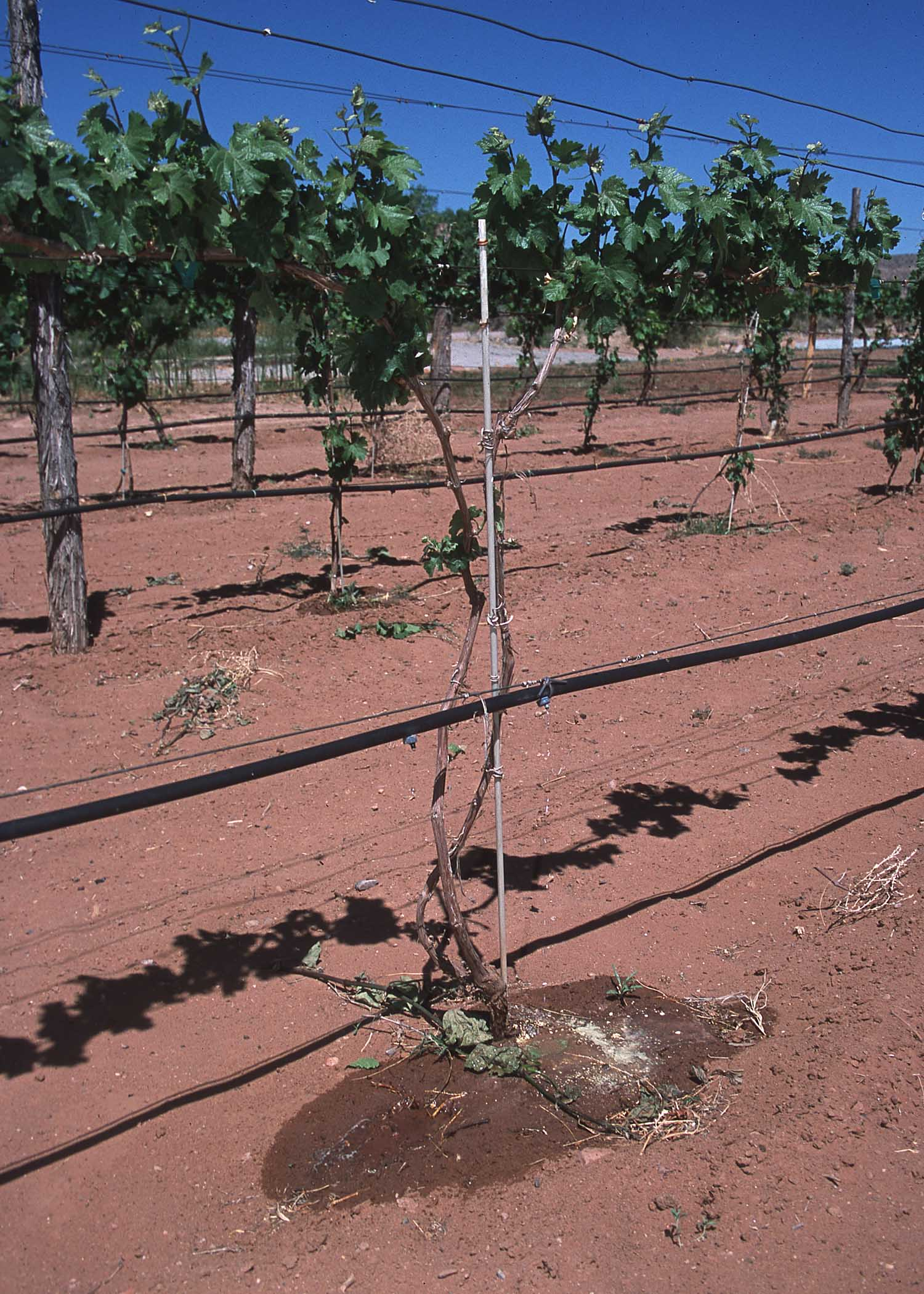
نوار آبیاری قطره ای در تاکستانی در مکزیک

## روش آبیاری تیپ جایگزین مناسبی برای روش‌های مرسوم آبیاری
روش‌های آبیاری قطره‌ای برای بخش زراعت و باغبانی مؤثر بوده و در کشاورزی پیشرو از روش‌های آبیاری قطره‌ای و تیپ استفاده می‌کنند. لوله‌های تیپ دارای انواع یک، دو و سه ساله هستند و با توجه به شرایط آب منطقه می‌توانند در مزارع مختلف کاربرد داشته باشند که نوع یک‌ساله آنها می‌تواند در مزارعی که آب مناسبی ندارد، مورد استفاده قرار گیرد. در برخی مناطق که تلفات آب بیشتر از ۵۰ درصد است، می‌تواند روش آبیاری تیپ جایگزین مناسبی برای روش‌های مرسوم باشد.

## کاهش مصرف آب و افزایش ماده خشک با روش تیپ
در کشت گندم متوسط عملکرد در کشت سنتی و آبی به ازای هر مترمکعب آب، ۴۵۰ گرم تولید است که می‌توان با اصلاح روش‌های آبیاری، این رقم را بهبود بخشید. در استان‌های فارس، خراسان رضوی و هرمزگان روش آبیاری تیپ در محصول گندم اجرایی شده و نتایج مثبتی به همراه داشته است؛ به‌گونه‌ای که دستیابی از عدد ۴۵۰ گرم بر مترمکعب آب، به دوهزار و ۲۰۰ گرم در مترمکعب رسیده است، یعنی به ازای مصرف هر مترمکعب آب، دوهزار و ۲۰۰ گرم ماده خشک تولید شده است که در مقایسه با رقم ۴۵۰، نشان از افزایش دارد.

## مقایسه روش نوار قطره‌ای با روش آبیاری بارانی
بر اساس یک طرح مقایسه‌ای که در آن حدود ۷۰ هکتار از یک مزرعه ذرت علوفه‌ای با روش آبیاری قطره‌ای و ۱۵۰ هکتار با روش بارانی آبیاری شد، در روش آبیاری قطره‌ای به روش تیپ حدود پنج‌هزار مترمکعب آب به مصرف رسید، اما در روش بارانی مصرف آب به هفت‌هزار و ۵۰۰ مترمکعب آب رسید و علاوه بر آن، میزان ماده خشک در مترمکعب روش آبیاری قطره‌ای به ازای هر مترمکعب آب چهار کیلوگرم، اما در روش بارانی ۱٫۶ کیلوگرم به دست آمد.

## مزایای نوار آبیاری قطره ای
- قابلیت اتصال آسان
- سبک بوده و به راحتی قابل حمل می‌باشند.
- نوارهای Tape را می‌توان بدون آنکه نیاز به تسطیح زیاد زمین باشد، در مزارع وسیع حتی به صورت مکانیزه و همزمان با کشت بذر (بوسیله تراکتور) نصب نمود.